# Roland Hellsten
Karl Roland Hellsten, född 25 juni 1943, död 1 augusti 2020 i Masthuggets distrikt, Göteborg, var en svensk pastor, bibellärare, psykolog och författare.

## Biografi
Hellsten utbildade sig först till psykolog, men intresset för att studera bibeln gjorde att han tillsammans med sin fru flyttade till USA för att i fyra år studera vid Dallas Theological Seminary(en), och han kom framförallt att verka som bibellärare och pastor. Efter hemkomsten från USA var Hellsten mellan 1973 och 1996 pastor i Saronkyrkan i Göteborg, och blev känd för sina bibelbaserade predikningar. Han medverkade flera gånger i radio- och TV-sända gudstjänster och andakter. År 1996 flyttade han tillsammans med sin fru Solveig till Etiopien för Pingstmissionen där han under två år arbetade med att utbilda församlingsledare. År 1998 flyttade han tillbaka till Sverige och blev interimspastor i Hönö missionsförsamling och därmed ansvarig för Hönökonferensen.
Han tog 2001 över som föreståndare för baptistförsamlingen Tabernaklet i Göteborg, där han verkade fram till sin pensionering. Hellsten ägnade mycket tid åt omsorg och att besöka ensamma, och var en av initiativtagarna till Café Trappaner, ett kvällskafé för hemlösa och socialt utsatta som församlingen fortfarande (2020) driver.
Hellsten betonade vikten av god kunskap om bibeln för att församlingar ska bevara sin identitet, och medverkade som bibellärare i många sammanhang, bland annat på Hönökonferensen. Han är begravd på Hönö kyrkogård.

### Musiktryck
- 2002 – Hellsten, Ingela; Hellsten Thomas, Hellsten Roland. Ett folk på väg. Lovsångserie David. Umeå: David Media. Libris 8846787
- 2002 – Hellsten, Thomas; Hellsten Ingela, Hellsten Roland. Klippan. Lovsångserie David. Umeå: David Media. Libris 8846854
- 2005 – Hellsten, Thomas; Hellsten Roland. Hammarslagen en musikal om Jesu sista dygn. Kumla: Tomsing. Libris 10042728